# Elmer T. Shannon
Elmer T. Shannon (ur. 2 lutego 1892 roku w Stevens Point, zm. 14 lutego 1961 roku w Los Angeles) – amerykański kierowca wyścigowy i inżynier.

## Kariera
W swojej karierze Shannon startował głównie w Stanach Zjednoczonych w mistrzostwach AAA Championship Car oraz towarzyszącym mistrzostwom słynnym wyścigu Indianapolis 500. W 1919 roku Amerykanin dojechał do mety Indy 500 jako trzynasty. W mistrzostwach AAA nie był klasyfikowany.